# Pandanus obovoideus
Pandanus obovoideus är en enhjärtbladig växtart som beskrevs av Elmer Drew Merrill. Pandanus obovoideus ingår i släktet Pandanus och familjen Pandanaceae. Inga underarter finns listade.